# Harry Atkinson
Henry Albert Atkinson (znany jako Harry Atkinson; ur. 1 listopada 1831 w Broxton  – zm. 28 czerwca 1892 w Wellington) – nowozelandzki polityk, czterokrotny premier Nowej Zelandii.
Urodził się i wychował w Anglii, ale jako 22-latek postanowił iść w ślady swego starszego brata i wyemigrować do Nowej Zelandii, gdzie kupił ziemię w regionie Taranaki. Po jakimś czasie zaangażował się w życie publiczne i trafił do legislatury prowincji. W bardzo ważnym dla wczesnej nowozelandzkiej polityki sporze o stosunek do Maorysów, opowiadał się zdecydowanie po stronie zwolenników ich twardego traktowania, podkreślając konieczność przejmowania przez białych osadników ziem należących dotąd do ludności rdzennej.
W 1861 został wybrany do parlamentu kolonii, a w 1864 po raz pierwszy znalazł się w rządzie, obejmując resort obrony w gabinecie Fredericka Welda. Dał się tam poznać jako orędownik budowania przez Nową Zelandię własnej armii - tak, aby w toczonych wciąż walkach z Maorysami uniezależnić się od wsparcia brytyjskiego. W 1866 wycofał się z polityki ze względu na tragedię w życiu prywatnym - śmierć swojej żony Amelii.
Rok później ożenił się ponownie, a w latach 1867–1869 znów zasiadał w parlamencie, ale do głównego nurtu walki politycznej wrócił dopiero w 1872. Stał się najważniejszym krytykiem Juliusa Vogela, wtedy ministra finansów. Atkinson twierdził, że lansowany przez Vogela plan ogromnych inwestycji za publiczne pieniądze stanowi przejaw zbyt swobodnego i nieostrożnego szastania groszem podatników. Z drugiej strony obaj panowie zgadzali się, iż władze prowincjonalne posunęły się zdecydowanie za daleko w pożyczaniu pieniędzy. Ta płaszczyzna porozumienia pozwoliła Atkinsonowi zasiadać w gabinecie Vogela, gdy ten został premierem, jednak w innych kwestiach ich spory trwały.
Po dymysji Vogela w 1876, Atkinson zdołał zająć jego miejsce. Natychmiast zlikwidował władze prowincjonalne, dokonał też zasadniczych zmian w polityce ekonomicznej, starając się ograniczyć dług publiczny. Mimo tych reform sytuacja gospodarcza kolonii wciąż się pogarszała, co sprawiło, że po 13 miesiącach rządów utracił władzę i przeszedł do opozycji. 
W latach 1882–1883 miała miejsce niezwykle dramatyczna walka o władzę między nim a Robertem Stoutem. Najpierw Atkinson sformował gabinet, który przetrwał 11 miesięcy. Następnie Stout przeforsował wotum nieufności dla niego i zajął jego miejsce. W odpowiedzi Atkinson obalił rząd Stouta po zaledwie 12 dniach. Trzeci gabinet Atkinsona przetrwał jeszcze krócej - Stout pozbawił go władzy już po tygodniu. Kryzys ostatecznie zakończył się klęską Atkinsona - drugi rząd Stouta przetrwał trzy lata - jak na ówczesne nowozelandzkie warunki, bardzo długo.
Po wyborach z 1887 w nowozelandzkim parlamencie zapanowała dezorientacja, bowiem czołowi politycy z poprzednich kadencji bardzo źle wypadli w oczach wyborców (wielu w ogóle straciło mandaty) i nie było widać nikogo, kto mógłby sformować gabinet. Po dwóch tygodniach negocjacji, udało się uzgodnić skład tymczasowego w założeniu rządu, na którego czele stanął Atkinson. Był to czas potężnej recesji, którą premier próbował zwalczać takimi posunięciami jak cięcia wydatków budżetowych, podnoszenie ceł i zwiększanie deficytu. 
Czwarty gabinet Atkinsona przetrwał ponad trzy lata, aż do stycznia 1891. Premier był już wówczas tak schorowany, że nie był w stanie przemawiać przed parlamentem. Na czele rządu zastąpił go John Ballance, zaś on sam w uznaniu swych zasług został powołany na stanowisko Speakera Rady Legislacyjnej. 28 czerwca 1892 po zakończeniu posiedzenia Rady Atkinson wrócił do swego gabinetu, gdzie nagle zmarł. Miał wówczas 60 lat.